# Chivatá (ort)
Chivatá är en ort i Colombia.   Den ligger i departementet Boyacá, i den centrala delen av landet, 140 km nordost om huvudstaden Bogotá. Chivatá ligger 2 932 meter över havet och antalet invånare är 664.
Terrängen runt Chivatá är huvudsakligen kuperad, men norrut är den platt. Runt Chivatá är det ganska tätbefolkat, med 80 invånare per kvadratkilometer. Närmaste större samhälle är Tunja, 9,8 km väster om Chivatá. Trakten runt Chivatá består i huvudsak av gräsmarker.